# Sijunjung
Sijunjung ist ein indonesischer Regierungsbezirk (Kabupaten) in der indonesischen Provinz Sumatra Barat. Zum Jahresende 2023 leben hier auf 3130,4 Quadratkilometern Fläche 244.342 Menschen: 121.253 Frauen (49,62 %) und 123.089 Männer (50,38 %). Rechnerisch kamen also 101,5 Männer auf 100 Frauen. Der Verwaltungssitz des Kabupaten Sijunjung ist seit 1960 Muaro Sijunjung, zuvor war es die Stadt Sawahlunto.

## Geographie

### Lage
Der Regierungsbezirk Sijunjung liegt im Osten der Provinz und grenzt im Norden (Kab. Kampar) und im Nordwesten (Kab. Kuantan Singingi) an die Provinz Riau, im Süden an den Regierungsbezirk Dharmasraya, im Südwesten an Solok, im Westen an die Stadt Sawahlunto und den Bezirk Tanah Datar. Im Nordwesten besteht im nördlichsten Kecamatan (Sumpur Kudus) eine etwa drei Kilometer lange Grenze zum Kabupaten Lima Puluh Kota.
Sijunjung erstreckt sich auf Höhen zwischen 100 und 800 Metern zwischen 0° 18′ 43 und 1° 41′ 46" s. Br. und zwischen 101° 30′ 52" und 100 °37′ 40" ö. L. Das Gebiet durchströmen acht Flüsse.

### Wetter und Klima
Auf Grund der Äquatornähe herrscht, wie in ganz Indonesien, tropisches Regenwaldklima (feuchttropisches Klima). Man unterscheidet eine trockene Jahreszeit (Juni bis September) und die Regenzeit (August bis November). Im Jahr 2020 fielen in der Station BPK Sijunjung 2773 mm Niederschlag (an 176 Regentagen). Der meiste Regen fiel im November (409 mm an 22 Tagen), der geringste im Dezember (45 mm an 7 Regentagen). In der Station Muaro Sijunjung fielen im Jahr 2020 2407 mm Regen (an 135 Tagen), der meiste ebenfalls im November (397 mm an 16 Tagen), der wenigste im Dezember (29 mm an vier Regentagen).

## Verwaltungsgliederung
Der Regierungsbezirk gliedert sich in 8 Distrikte oder Unterbezirke (Kecamatan) mit 62 Dörfern (indonesisch Nagari) und 304 Ortschaften (indonesisch Kampong, Dusun). Im Volkszählungsjahr 2020 gab es 92.295 Haushalte mit durchschnittlich 4,24 Personen pro Haushalt.
| Code 1   | Kecamatan Distrikt | Ibu Kota Verwaltungssitz | Fläche (km²) | Einw. Zensus 2010 2 | Volkszählung 2020 | Volkszählung 2020 | Volkszählung 2020 | Anzahl der Nagari |
| Code 1   | Kecamatan Distrikt | Ibu Kota Verwaltungssitz | Fläche (km²) | Einw. Zensus 2010 2 | Einw. 3           | 0Dichte 40        | Sex Ratio 5       | Anzahl der Nagari |
| -------- | ------------------ | ------------------------ | ------------ | ------------------- | ----------------- | ----------------- | ----------------- | ----------------- |
| 13.03.03 | Tanjung Gadang000  | Tanjung Gadang           | 459,79       | 22.868              | 26.900            | 58,5              | 101,79            | 9                 |
| 13.03.04 | Sisunjung          | Sijunjung                | 748,00       | 41.030              | 47.925            | 64,1              | 102,69            | 9                 |
| 13.03.05 | IV Nagari          | Palangki                 | 96,30        | 14.065              | 15.584            | 161,8             | 99,97             | 5                 |
| 13.03.06 | Kamang Baru        | Kamang                   | 837,80       | 41.375              | 50.459            | 60,2              | 105,43            | 11                |
| 13.03.07 | Lubuk Tarok        | Lubuk Tarok              | 187,60       | 14.125              | 17.567            | 93,6              | 102,76            | 6                 |
| 13.03.08 | Koto VII           | Tanjung Ampalu           | 143,90       | 32.851              | 37.549            | 260,9             | 102,72            | 7                 |
| 13.03.09 | Sumpur Kudus       | Kumanis                  | 575,90       | 22.969              | 25.868            | 44,9              | 101,97            | 11                |
| 13.03.10 | Kupitan            | Padang Sibusuk           | 82,01        | 12.540              | 13.193            | 160,9             | 100,11            | 4                 |
| 13.03    | Kab. Sijunjung     | Kab. Sijunjung           | 3.130,80     | 201.823             | 235.045           | 75,1              | 102,77            | 62                |

### Soziale Daten 2020
| Merkmal                                                            | Kabupaten | 0Provinz Sumatra Barat0 |
| ------------------------------------------------------------------ | --------- | ----------------------- |
| Bevölkerung unterhalb der Armutsgrenze (Tsd.)0                     | 16,28     | 344,23                  |
| Anteil der „armen Bevölkerung“ (indonesisch Penduduk miskin) (%)00 | 6,78      | 006,28                  |
| Arbeitslosenrate (%)                                               | 05,30     | 003,03                  |
| Lebenserwartung bei der Geburt (Jahre)                             | 66,21     | 069,47                  |
| HDI-Index                                                          | 67,74     | 072,38                  |
| Analphabetenrate (in %, 15–64 J.)                                  | 00,49     | 000,41                  |
| Abhängigenquotient 1                                               | 47,18     | 048,20                  |
| Anteil der Altersgruppen                                           | 0Real0    | 0Prozentual0            |
| Kinder (<15 J.)                                                    | 059.402   | 025,56                  |
| arbeitsfähige Bevölkerung (15–64 J.)                               | 159.893   | 068,81                  |
| Rentner und Pensionäre (>65 J.)                                    | 013.081   | 005,63                  |

## Demographie
Zur fünften Volkszählung von 2000 betrug der Frauenanteil 49,59 % (152.646 Frauen von 307.810 Einwohnern), stieg zehn Jahre später auf 50,07 % (101.059 Frauen von 201.823 Einwohnern) an, fiel aber bei der letzten Volkszählung von 2020 wieder auf 49,32 % zurück (115.919 Frauen, 119.126 Männer).
Die vorherrschende Religion war und ist der Islam. Der Anteil der Christen war unbedeutend (2020: 0,30 % Protestanten, 0,05 % Katholiken). 2020 gab es 190 Moscheen und 759 kleinere Gebetsräume (indonesisch Mushola, Langgar).

### Daten der Bevölkerungsfortschreibung
Nachfolgende Tabelle gibt den Einwohnerstand nach Geschlecht vom Jahresende 2022 und 2023 wieder. Er resultiert aus den Ergebnissen der Fortschreibung durch die örtlichen Zivilregistrierungsbüros (Disdukcapil, indonesisch Dinas Kependudukan dan Pencatatan Sipil) und kann in einer interaktiven Karte abgerufen werden
| Kecamatan         | 31.12.2022  | 31.12.2022 | 31.12.2022 | Fläche km² | 31.12.2023 | 31.12.2023 | 31.12.2023 | 31.12.2023    | 31.12.2023        |
| Kecamatan         | 0Insg.      | männl.     | weibl.     | Fläche km² | 0Insg.     | männl.     | weibl.     | BVD Einw./km² | Sex Ratio M*100/F |
| ----------------- | ----------- | ---------- | ---------- | ---------- | ---------- | ---------- | ---------- | ------------- | ----------------- |
| Tanjung Gadang000 | 13.700      | 13.715     | 27.415     | 431,90     | 27.815     | 13.917     | 13.898     | 64,4          | 100,14            |
| Sijunjung         | 24.701      | 24.309     | 49.010     | 678,27     | 49.633     | 25.016     | 24.617     | 73,2          | 101,62            |
| IV Nagari         | 7.815       | 7.899      | 15.714     | 140,94     | 15.957     | 7.940      | 8.017      | 113,2         | 99,04             |
| Kamang Baru       | 26.328      | 25.401     | 51.729     | 836,19     | 53.158     | 27.124     | 26.034     | 63,6          | 104,19            |
| Lubuak Tarok      | 9.236       | 9.104      | 18.340     | 272,27     | 18.580     | 9.364      | 9.216      | 68,2          | 101,61            |
| Koto VII          | 19.420      | 19.365     | 38.785     | 103,31     | 39.213     | 19.621     | 19.592     | 379,6         | 100,15            |
| Sumpur Kudus      | 13.465      | 13.202     | 26.667     | 514,40     | 26.916     | 13.572     | 13.344     | 52,3          | 101,71            |
| Kupitan           | 6.544       | 6.594      | 13.138     | 74,83      | 13.070     | 6.535      | 6.535      | 174,7         | 100,00            |
| Kab. Sijunjung    | 000121.2095 | 000119.589 | 000240.798 | 3.052,11 1 | 000244.342 | 000123.089 | 000121.253 | 80,1          | 101,51            |

## Geschichte
Der Kabupaten Sawahlunto/Sijunjung war einer von 14 der 1956 neugegründeten Provinz Sumatra Tengah. Er gab im Jahr 2003 vier seiner zwölf Kecamatan an den im Süden gebildeten Kabupaten Dharmasraya ab, und zwar Koto Baru (alter Code: 13.03.01), Pulau Punjang (13.03.02), Sungai Rumbai (13.03.11) sowie Sitiung (13.03.12).

Im Jahr 2006 wurde der Name des Kabupaten Sawahlunto/Sijunjung in den heute verwendeten Namen Sinjunjung geändert.